# Фрідонія (Кентуккі)
Фрідонія (англ. Fredonia) — місто (англ. city) в США, в окрузі Колдвелл штату Кентуккі. Населення — 372 особи (2020).

## Географія
Фрідонія розташована за координатами 37°12′28″ пн. ш. 88°3′42″ зх. д. / 37.20778° пн. ш. 88.06167° зх. д. (37.207830, -88.061725).  За даними Бюро перепису населення США в 2010 році місто мало площу 1,61 км², з яких 1,61 км² — суходіл та 0,00 км² — водойми.

## Демографія
Згідно з переписом 2010 року, у місті мешкала 401 особа в 161 домогосподарстві у складі 112 родин. Густота населення становила 249 осіб/км².  Було 198 помешкань (123/км²).
Расовий склад населення:
| - 96,8 % — білих - 2,5 % — чорних або афроамериканців |

До двох чи більше рас належало 0,7 %. Частка іспаномовних становила 0,2 % від усіх жителів.
За віковим діапазоном населення розподілялося таким чином: 21,7 % — особи молодші 18 років, 60,1 % — особи у віці 18—64 років, 18,2 % — особи у віці 65 років та старші. Медіана віку мешканця становила 40,8 року. На 100 осіб жіночої статі у місті припадало 95,6 чоловіків;  на 100 жінок у віці від 18 років та старших — 96,2 чоловіків також старших 18 років.
Середній дохід на одне домашнє господарство  становив 52 966 доларів США (медіана — 43 750), а середній дохід на одну сім'ю — 58 535 доларів (медіана — 52 321). За межею бідності перебувало 19,2 % осіб, у тому числі 29,9 % дітей у віці до 18 років та 14,0 % осіб у віці 65 років та старших.
Цивільне працевлаштоване населення становило 207 осіб. Основні галузі зайнятості: виробництво — 23,2 %, освіта, охорона здоров'я та соціальна допомога — 21,7 %, публічна адміністрація — 12,6 %, сільське господарство, лісництво, риболовля — 9,7 %.